# D+VINE［LUV］
『D+VINE[LUV]』（ディヴァイン・ラヴ）は、2000年2月25日にアボガドパワーズから発売された18禁アクションRPGである。翌年にドリームキャスト版が発売された。
キャッチコピーは「命に代えても―、守りたいヒトがいる」。

## 概要
2年以上の期間をかけて製作されたゲーム。約800種類のアイテムや敵の強さが2倍・3倍になるモードなどやり込み要素も多い。

## 歴史
- 2000年2月25日 PC版『D+VINE[LUV]』発売
- 2001年10月25日 DC版『D+VINE[LUV]』発売
- 2002年10月31日 DCドリコレ版『D+VINE[LUV]』発売
- 2005年3月31日 DVD-PG版『D+VINE[LUV]』発売

## ストーリー
この地上にはかつて今以上の文明が存在していたという。精霊から授かった力「魔法」を使い築かれた豊かな文明が。永く続いたその文明も、精霊が姿を消してからは急速に衰退し、ついには滅びてしまったという。
そんな旧世界に関心を持つものがいた。主人公のハイドは、旧世界の遺産を求め世界各地を巡っていた。そんな中、たまたま立ち寄ったアーヴィルの町。その町で、近くの洞窟で古代の遺跡のようなものが見つかった、という噂を聞く。そしてハイドは洞窟へ向かった。そこで彼は真実への鍵となる少女と出会う。

## 登場キャラクター
声があるのはドリームキャスト版とDVD-PG版のみ。下記のキャストはドリームキャスト版。
ハイド
声 - 荻原秀樹
本作の主人公。旧世界の財宝を探し出すという建前のもと、自由気ままな暮らしをしている。無類の女好きで、行く先々で口説きまわっている。
サクラ
声 - 川上とも子
ハイドの幼馴染。明るく勝気なしっかり者。ハイドの冒険に強引に同行してパートナーを気取っている。ハイドのことを憎からず想っているものの、なかなか想いが伝わらず、歯がゆい思いをしている。
ユウラ
声 - 南央美
ハイドがアーヴィルの遺跡で出会った少女。幼い外見に反して物静かで思慮深く、丁寧な言葉遣いでしゃべる。自分の名前以外の一切の記憶を失くしている。
ギュラン
声 - 中村悠一
アーヴィルの遺跡を狙う盗掘団のリーダー。飄々とし食えない男であり、チンピラのような盗掘団を率いてハイドに協力を持ちかける。
テレス
声 - 井上喜久子
ギュランの率いる盗掘団の一員。女剣士としてかなりの腕前だが、まわりに対して一切の配慮が無いため孤立しがち。その性格は、彼女の過去の事件に由来するらしい。
スレイン
声：高橋広樹
旧世界に関係する遺跡にのみ出現するハンター。冒険者の間では冷徹な男として有名で、忌み嫌われている。
サギア
スレインのそばに常に付き従っている美しい女性。彼に対しては絶対服従している。
アトリア
道具屋の女店主。麻薬と人身売買以外は何でも扱う商売人。
ナリア
宿屋「風の憩い亭」の女主人。おっとりした家庭的な性格。遺跡に足を踏み入れ未だに帰って来ない夫を待ち続けている。
ルーン
ナリアの一人娘。男の子に間違えられるほど元気で明るい。
シヅキ
声 - 三浦七緒子
アーヴィル唯一の開業医。冷静できびきびした才女。
須藤 麻里亜（すどう まりあ）
声 - 瀧ノ上晃子
シヅキの病院でバイトしているドジっ子看護婦。
神無月 里奈（かんなづき りな）
シヅキの病院に入院することになった女の子。
ミアートリクス・ヴィル・スハイル
スハイル家の一人娘。小さな頃から病弱なため、ほとんど外出したことが無い。純粋無垢。
プリオル
スハイル家に仕えるメイド。主にミアの世話を担当している。
ファニス
スハイル家を狙う暗殺者。
マナティ
アーヴィルの教会の神父さん。「神父」にあこがれているため、女性でありながらシスターではなく神父と名乗っている。もちろん、教会組織からは認められておらず、いわゆるモグリである。
マリ子
冒険者ギルドの受付をしている女の子。溌剌とした性格。
マスター
酒場「竜殺しの骸亭」のマスター。本名不明。人間でありながらドラゴンを倒したと噂される、元冒険者。
カティア
「竜殺しの骸亭」のウェイトレス。スタイル・ルックスから看板娘のような扱いを受けているが、迷惑な客には突然ぶち切れてナイフを投げるちょっと危険な性格。普段は非常に大人しい。
セラフィアス
アーヴィルに住む錬金術師。
ノラン
錬金術師の館の近くを徘徊している猫。
ウェズン
アーヴィルの町の鍛冶屋。
アクアーリィ
声 - 有園司
アーヴィルで遊郭「堕天使の雫」を営む女性。自身もかつては遊女だったのだが、今は経営に専念している。
ルピィ、ミオリス、シフォン、リスティ、タニア、琉玲、ライラ
声 - 瀧ノ上晃子（ルピィ）、三浦七緒子（ミオリス、シフォン）、有園司（リスティ、タニア、琉玲）
「堕天使の雫」に勤める遊女達。
ラエラ
ライラの双子の妹。姉が遊女をやっているのを快く思っていない。
す巻きちゃん
声 - 瀧ノ上晃子
アーヴィルの町の片隅で物乞いをしている少女。服を買うお金も無いためにすを纏って寒さをしのいでいる。

## スタッフ
- 原画：本田直樹
- シナリオ：三上三九三
- 音楽：矢野雅士
  - ドリームキャスト版メインテーマ「resolution of soul」
    - 作詞・歌：KOTOKO / 作曲・編曲：高瀬一矢

## 関連商品
CD
- D+VINE[LUV] パーフェクトアレンジアルバム
  - 2001年8月10日発売、first smile entertainment、FSCA-10184

書籍
- CaRROT NOVELS D+VINE[LUV]
  - 紙谷 龍生 著、2000年10月10日発売、ワニブックス刊、ISBN 4-8470-3363-9

- D+VINE[LUV] -The"0"(ZERO)Story-
  - パソコンパラダイス2000年6月号～8月号に全三回で連載。

- D+VINE[LUV] コンプリートファイル
  - 2000年5月発売、ビブロス刊、ISBN 4-8352-1056-5

- D+VINE[LUV] 公式攻略集
  - 2000年6月発売、アートブック本の森発行・コアラブックス発売 ISBN 4-87693-519-X

- ディヴァインラヴ 設定解説ファンブック
  - 2000年9月発売 ローカス刊 ISBN 4-89814-152-8

アニメ
- ピンクパイナップル制作のアダルトアニメ。全4巻。
  - 第1巻 Cave1"amulet" 2001年5月25日発売
  - 第2巻 Cave2"elixer" 2001年8月24日発売
  - 第3巻 Cave3"storm-bringer" 2001年12月14日発売
  - 第4巻 Cave4"legacy" 2002年2月22日発売